# Afrectopius rungweensis
Afrectopius rungweensis är en stekelart som beskrevs av Heinrich 1967. Afrectopius rungweensis ingår i släktet Afrectopius och familjen brokparasitsteklar. Utöver nominatformen finns också underarten A. r. mdando.